# メフィスト (革靴ブランド)
メフィスト (MEPHISTO) は、フランスのサレブールに本拠地を置く革靴メーカーおよび同社のブランドの一つである。創業は1965年。
ほかにMOBILSとSANOといったブランドで販売している。